# Alfalfa County
Alfalfa County är ett administrativt område i delstaten Oklahoma, USA, med 5 642 invånare. Den administrativa huvudorten (county seat) är Cherokee. 

## Geografi
Enligt United States Census Bureau har countyt en total area på 2 283 km². 2 245 km² av den arean är land och 38 km² är vatten. 

### Angränsande countyn
- Harper County, Kansas - nordost
- Grant County - öst
- Garfield County - i sydost
- Major County - syd
- Woods County - väst
- Barber County, Kansas - nordväst

### Städer och samhällen
- Aline
- Amorita
- Burlington
- Byron
- Carmen
- Cherokee (huvudort)
- Goltry
- Helena
- Jet
- Lambert